# Хитна башта

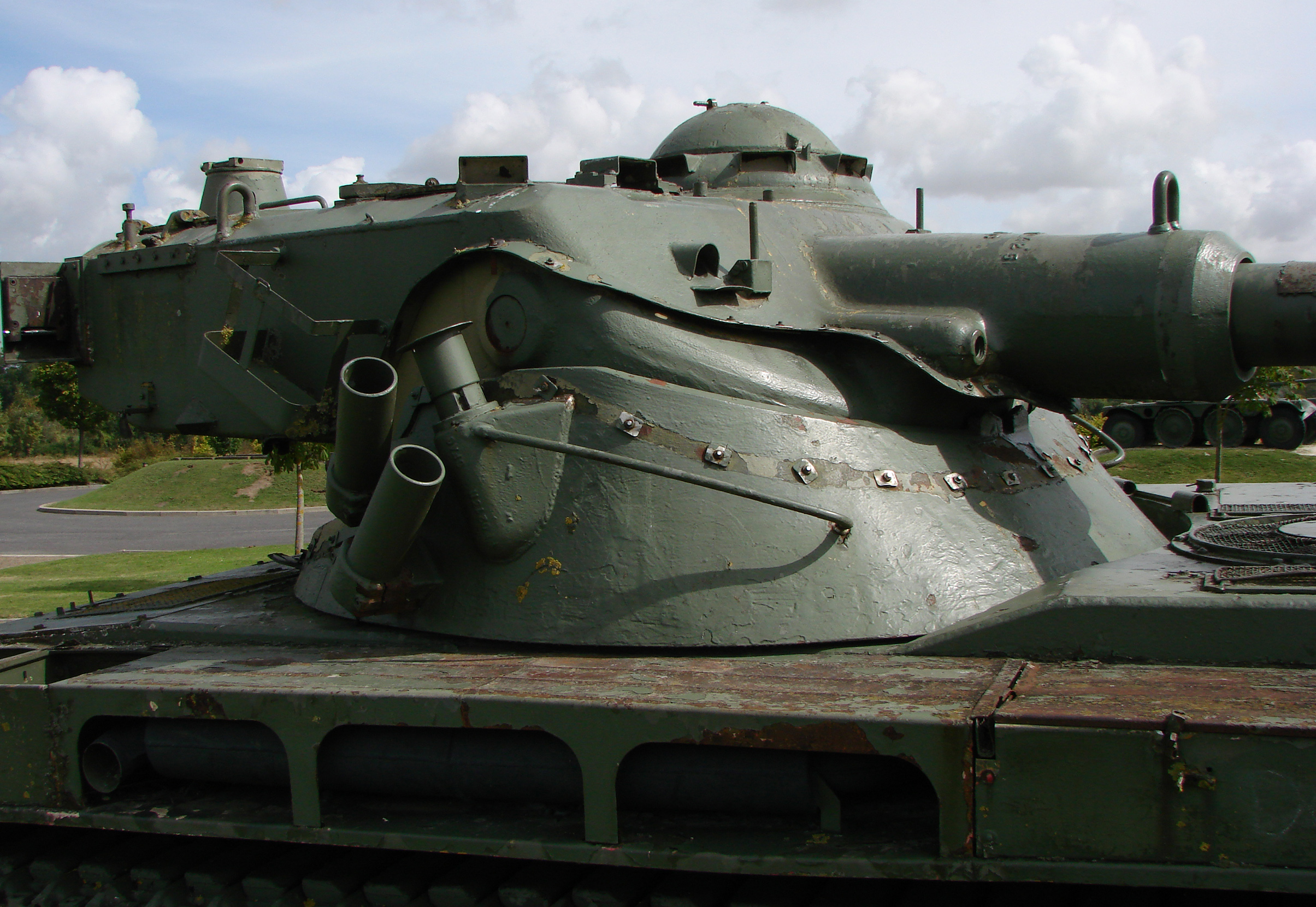
Хитна башта танка AMX-13

Хитна башта — різновид танкової башти, в якій гармата нерухомо встановлюється у верхній половині башти, яка гойдається на цапфах відносно поворотної нижньої половини. Така башта має низку специфічних як переваг, так і недоліків перед баштами традиційної схеми.
Хитна башта була розроблена у Франції в 1946 році фірмою AMX в рамках проекту AMX-12t. Цей проект так і залишився на папері, але в подальшому башта була доопрацьована і успішно застосована на легкому танку AMX-13 того ж виробника, запущеному у виробництво в 1951 році.
Розробки в цьому напрямі велися в 1950-ті роки у Франції та США, однак у підсумку недоліки хитної башти на тлі зростаючих вимог до танків переважили її переваги, і конструкції на її основі не вийшли за стадію проектів і дослідних зразків. Єдиним винятком з'явився оснащений доопрацьованою баштою AMX-13 австрійський легкий танк SK-105 «Кірасир», виробництво якого почалося в 1971 році.

## Конструкція хитної башти

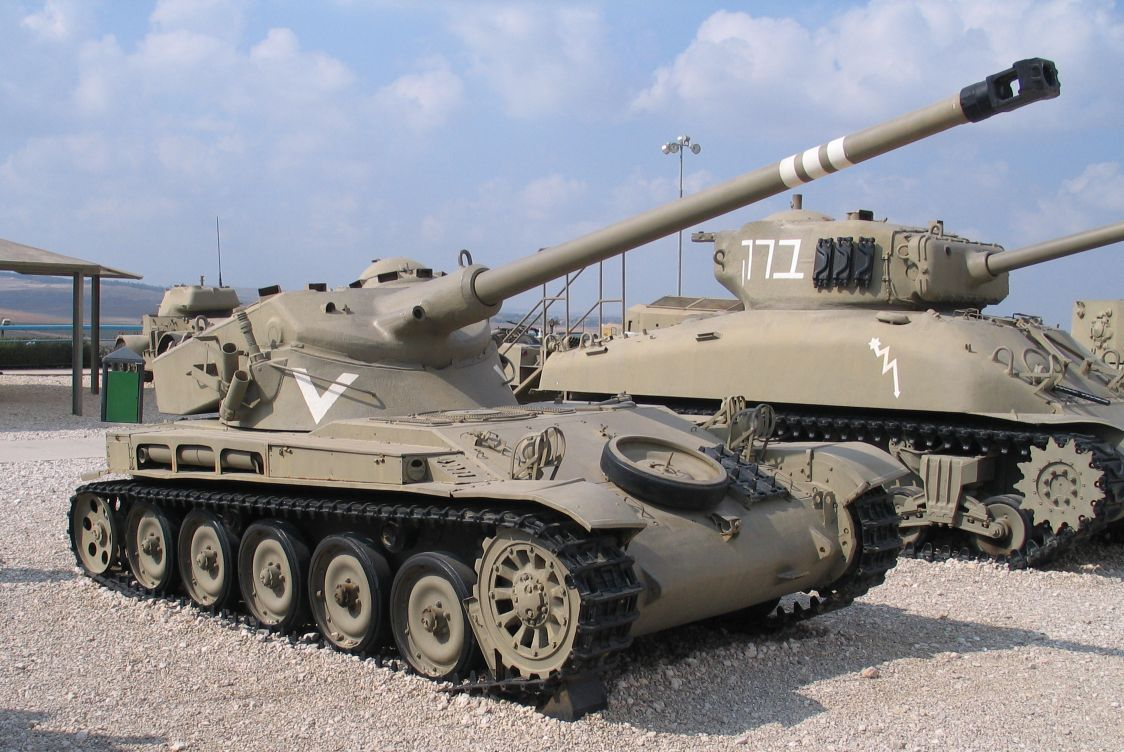

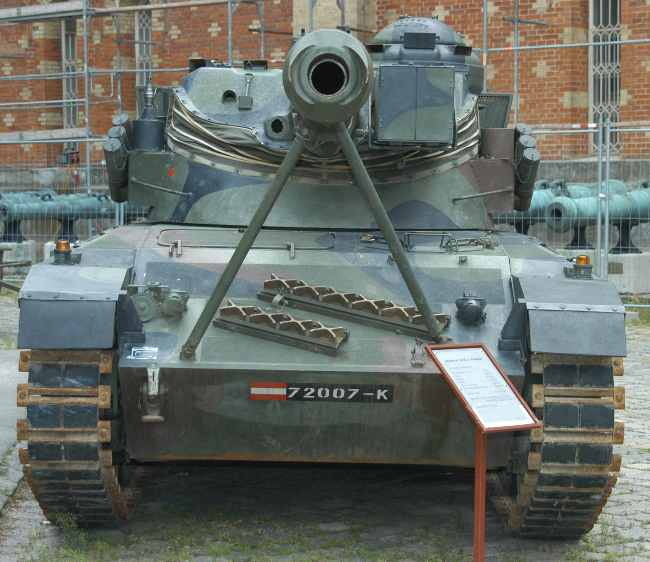

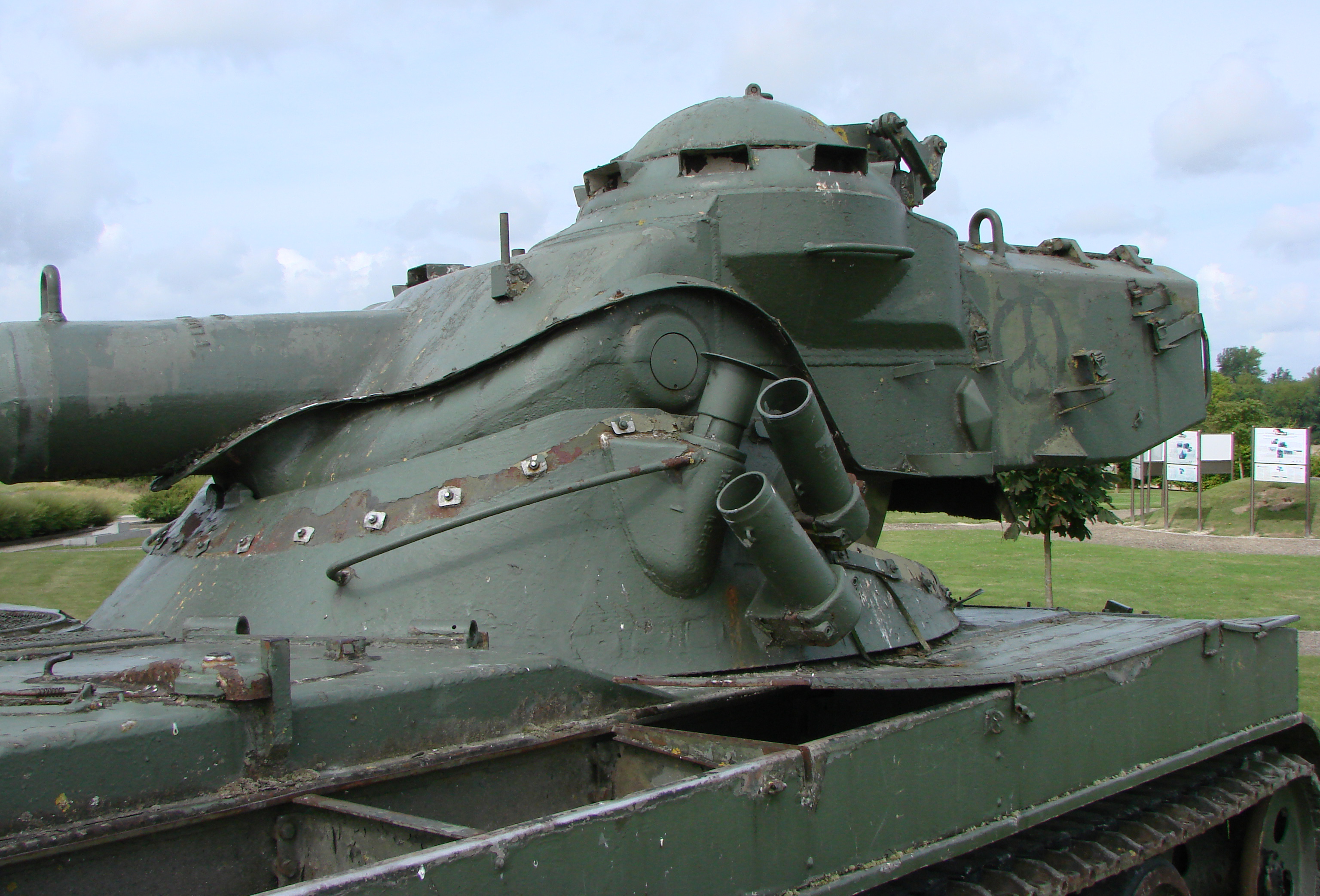

На відміну від башти традиційної конструкції, яка є цілісною поворотною конструкцією, в якій гармата для наведення у вертикальній площині розміщується в рухомій установці на цапфах, проходячи через амбразуру, хитна башта складається з двох частин — поворотної нижньої і хитної щодо неї верхньої, в якій і розміщується гармата. Основною перевагою хитної башти перед баштами традиційної схеми є нерухомість верхньої частини башти щодо гармати, що дозволяє використовувати в ній максимально простий механізм заряджання. У різних країнах застосовувалися два різних підходи до реалізації цієї переваги. У Франції магазин автомата заряджання був винесений в кормову нішу башти, що дозволило скоротити заброньовий об'єм башти і додатково спростити механізм заряджання. З іншого ж боку, ізольоване від екіпажу розміщення магазина дозволяло його перезаряжання тільки зовні танка, що в бойових умовах вимагало відводу танка з зони обстрілу.
```
У США ж був обраний інший підхід, націлений лише на використання автомата заряджання високої швидкострільності. Магазин при цьому переміщався у низ хитної частини башти, де зберігалася можливість перезаряджання його екіпажем зсередини танка, для чого у складі екіпажу був залишений окремий заряджальник.
[
3
]
```

Крім цього, конструкція хитної башти має низку як переваг, так і недоліків. Так, переміщення гармати поза погоном башти дозволяє скоротити діаметр останнього зазвичай визначається простором для забезпечення відкоту гармати при будь-яких кутах підвищення, а отже і заброньовий об'єм. Хоча загальна висота хитної башти приблизно однакова з баштою традиційної конструкції, її перевагою була мінімізація висоти башти, яка розташована над гарматою, оскільки відпадала необхідність забезпечувати простір для підйому казенної частини гармати при нахиленні ствола. В результаті значно підвищувалася захищеність танка при позиції «в окопі», коли для вогню противника відкрита тільки та частина танка, що розташована на рівні ствола гармати і вище нього.
Разом з тим, великі розміри рухомої частини у хитній башті створювали і низку проблем. Однією з них є додаткова площа, а відповідно і маса бронювання необхідного для забезпечення захисту при будь-яких кутах піднесення гармати, порівняно з баштами традиційної конструкції, де цю роль виконує порівняно невелика маска гармати. Кормова ніша башти яка хитається разом з гарматою також обмежувала максимальний кут піднесення гармата, впираючись у дах задньої частини корпусу.. До того ж порівняно великий зазор між верхньою і нижньою частинами башти ускладнював її герметизацію для подолання глибоких бродів, або для захисту від зброї масового ураження, що стало важливою вимогою до танків у багатьох країнах в 1950-ті — 1960-е роки. Не менш серйозним недоліком з часом стала і крайня складність стабілізації гармати у вертикальній площині, обумовлена великою масою рухомої частини.

## Історія розвитку хитної башти

### Франція

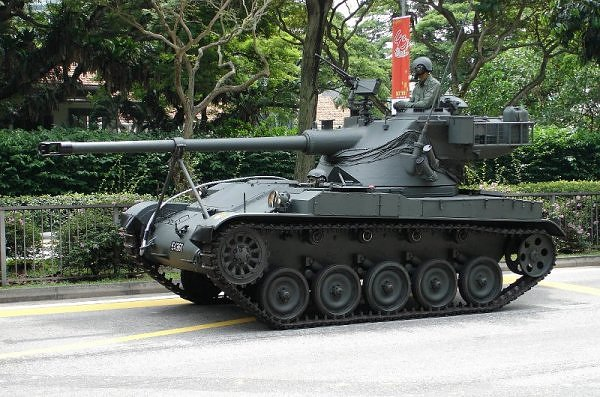
AMX-13 SM1

Вперше схожа з хитної баштою концепція була застосована на розробленому фірмою «Панар» у 1937—1940 роках дослідному бронеавтомобілі Тип 201. На відміну від післявоєнних хитних башт, частини яких шарнірно з'єднувалися між собою, башта Типу 201 складалася з двох поворотних відносно вертикальної осі частин, верхня з яких була встановлена на нижній під невеликим кутом. Таким чином, при повороті верхньої частини щодо нижньої змінювався кут піднесення закріпленого у верхній частині гармати.
З капітуляцією Франції в 1940 році, роботи в цьому напрямку були припинені і поновилися лише після закінчення Другої світової війни. Першим танком, оснащеним хитною баштою, моделі F.L. 10, став створений в 1946—1949 роках легкий танк AMX-13.
Застосування хитної башти, в поєднанні з загальною компактністю компонування, дозволило 15-тонному танку, який призначався на роль мобільного протитанкового засобу, який ніс довгоствольну 75-мм гармату, яка була доопрацьованим варіантом німецької KwK 42, яку встановлювали на танку «Пантера».
AMX-13 серійно вироблявся у Франції з 1951 по 1965 рік, а згодом випускався за ліцензією в Аргентині з 1968 по 1985 рік, всього було випущено близько 7 700 танків і машин на їх базі. З середини 1960-х років, коли вдосконалення броні танків зробило 75-мм гармату AMX-13, яка могла стріляти тільки каліберними бронебійними снарядами, застарілою, на танки почали встановлювати 90-мм, а пізніше і 105-мм низькоімпульсні гармати, які вели вогонь кумулятивними снарядами.

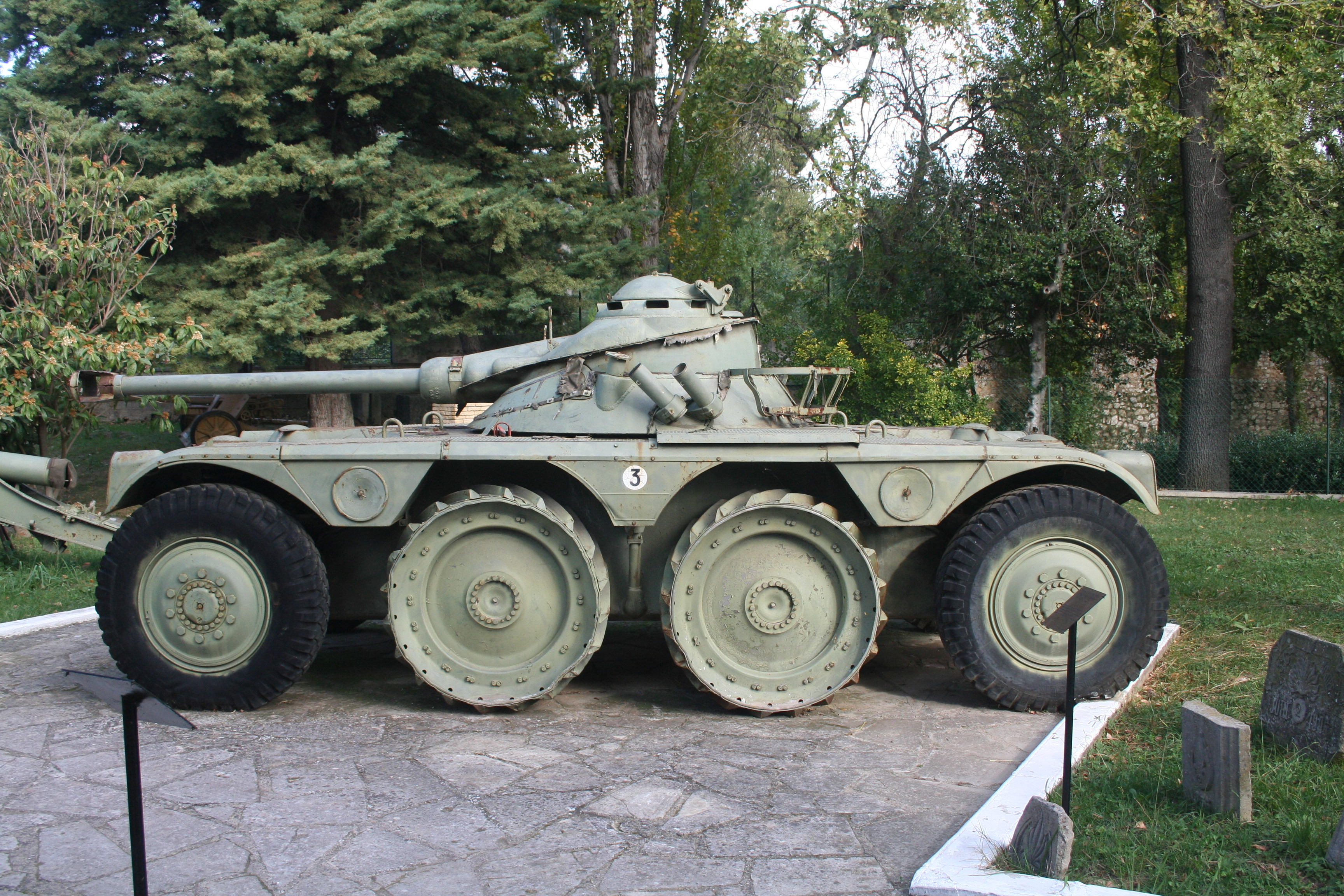
Бронеавтомобіль E.B.R. 75 з баштою F.L. 11 з 75-мм гарматою

Хитна башта була також застосована на важкому танку AMX 50, розробленому у другій половині 1940-х років. Було побудовано кілька прототипів танків, які розрізнялися за конструкцією, які були озброєні 90-мм, 100-мм і 120-мм гарматами, які встановлювали у хитних баштах, проте в серійне виробництво AMX-50 запущений не був. Свою роль у цьому відіграла висока ціна танка, так і поставки США танків M47, суттєво знизили для Франції гостроту проблеми переозброєння своїх танкових частин. З початком розробки Францією наприкінці 1950-х років основного бойового танка AMX-30, на ньому було вирішено повернутися до традиційної конструкції башти.
Хитні башти також встановлювалися на танки Batignolles Chatillon 25t, Lorraine 40t, Somua SM, а також на бронеавтомобіль E.B.R. 75, розробленому фірмою «Панар». На відміну від танків, башта F. L. 11, встановлювлася на E. B. R. 75, не мала кормової ніші і автомата заряджання і була озброєна 75-мм гарматою з меншою довжиною ствола. Як і AMX-13, E.B.R. 75 надалі переозброювали низькоімпульсною 90-мм гарматою, яка встановлювалася у стандартній башті F.L. 11. На частину випущених машин згодом встановлювалися башти F.L. 10 від AMX-13 з 75-мм гарматами.

### США

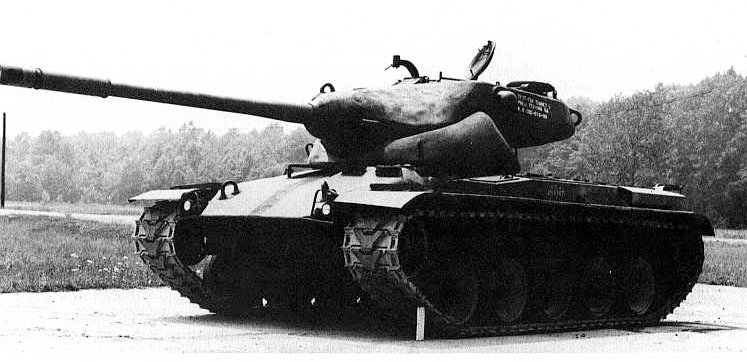
T69 на Абердинському випробувальному полігоні, літо 1955 року

У США роботи над хитними баштами почалися після передачі їм французами в 1950 році другого прототипу AMX-13 для вивчення. Інтерес до цієї концепції в США був викликаний насамперед прагненням встановити на танк автомат заряджання, що забезпечував значно більший темп вогню, ніж при ручному заряджанні. Спроби створити автомат заряджання для башти традиційної схеми, зроблені на початку 1950-х років, не принесли успіху — необхідність забезпечення подачі пострілів в рухому відносно автомата гармату викликала ускладнення механізму, і як наслідок, його ненадійність, тому розроблені для легкого танка T41 і середнього T42 автомати заряджання були визнані незадовільними. Було вирішено звернутися до французького досвіду, і з 1951 року була почата розробка цілого ряду проектів, які використовували хитну башту: легкий танк T71, середні T54E1, T69 і T77 важкі T57 і T58. На відміну від прийнятої на AMX-13 схеми, у США перемістили магазин автомата заряджання під гармату, що дозволило вести його перезарядження зсередини танка.
З усіх розроблених в США проектів, які використовували концепцію хитної башти, найбільшого розвитку досягли середні танки. Першим з них став озброєний 90-мм гарматою танк T69, який використовував шасі дослідного T42. Прототип T69 був закінчений на початку 1955 року та з червня того ж року по квітень 1956 року був підданий тривалим випробуванням, які виявили ненадійну роботу автомата заряджання. Незабаром після початку робіт по T69, було розпочато розробку ще одного середнього танка з хитної баштою схожої схеми, на цей раз на шасі танка M48 і озброєного 105-мм гарматою, отримав позначення T54E1. Всього було замовлено два прототипи T54E1, з яких як мінімум один був завершений і підданий випробуванням, однак і цей танк не вийшов за стадію дослідного зразка. Розробка ще одного проекту танка з хитної баштою, схожого з T54E1, але озброєного 120-мм гарматою, була розпочата у 1952—1953 роках під позначенням T77. Як і з T54E1, були замовлені два прототипи T77, однак роботи по цьому проекту були припинені до 1957 році, ще до початку випробувань дослідних зразків.
Крім середніх танків, хитними баштами були оснащені і деякі проекти легких і важких танків. У 1952—1955 роках, в процесі розробки легкого танка для заміни M41, різними фірмами були представлені численні концепт-проекти, ряд з яких використовував хитну башту, але жоден з них не дійшов навіть до стадії прототипу. Схожа доля спіткала і проекти, які використовували шасі Т43 важких танків T57 і T58 з хитними баштами зі 120-мм і 155-мм гарматами, відповідно. Хоча будування їх дослідних зразків і була розпочата до середини 1950-х років, всі роботи по ним були зупинені у 1957 році ще до завершення складання прототипів. Після негативних результатів, які показали закінчені прототипи середніх танків на випробуваннях, інтерес військових до концепції хитної башти значно впав, і всі роботи в цьому напрямку були припинені в 1957—1958 роках.

### Інші країни
У 1950-х роках, концепція хитної башти деякий час вивчалася у Швеції, проте в підсумку, шведські конструктори в пошуках шляху для максимального використання переваг, що забезпечуються схемою з нерухомою установкою гармати, прийшли до ще більш радикальної концепції «хитного танка», яким став запущений у виробництво в середині 1960-х років Strv.103. Замість встановлення гармати у верхній частині башти, яка хиталася разом з ним, було вирішено встановити гармату нерухомо в корпусі танка, використовуючи для вертикального наведення нахил всього корпусу, який забезпечувався регульованою підвіскою. Це дозволило вирішити частину проблем, властивих AMX-13 — так, магазин автомата заряджання виявився не в тісній кормовій ніші башти, а в порівняно просторому корпусі, до того ж, зникла проблема додаткового бронювання та герметизації зазору між частинами башти, разом з самим зазором. З іншого боку, стабілізація гармати при такій схемі стала зовсім неможлива, до чого додалася неможливість горизонтального наведення гармати без повороту всього танка. В результаті, хоча в 1970-х роках у Швеції ще продовжували розробку концепції безбаштового танка, в подальшому ці роботи були припинені на користь більш традиційних схем